# شهرستان سرتنسکی
شهرستان سرتنسکی (به لاتین: Sretensky District) یک شهرستان در روسیه است که در سرزمین زابایکالسکی واقع شده‌است.